# Craig Ferguson
 (mai 2018).
Si vous disposez d'ouvrages ou d'articles de référence ou si vous connaissez des sites web de qualité traitant du thème abordé ici, merci de compléter l'article en donnant les références utiles à sa vérifiabilité et en les liant à la section « Notes et références ».
Pour les articles homonymes, voir Ferguson.
Craig Ferguson, né le 17 mai 1962 à Glasgow (Royaume-Uni), est un acteur, humoriste, scénariste, producteur de cinéma, compositeur, réalisateur et animateur de télévision britannique naturalisé américain en 2008. Il a animé de 2005 à 2014 l'émission de télévision The Late Late Show with Craig Ferguson diffusée sur le réseau américain CBS. Il obtient un Peabody Award en 2010 pour cette émission. Il a également écrit deux livres : un roman, Between the Bridge and the River, et une autobiographie, American on purpose.

## Biographie

### Enfance et début de carrière en Grande-Bretagne
Craig Ferguson est né à Springburn, un quartier de Glasgow mais a grandi à Cumbernauld, petite ville située à 25 km de Glasgow. Enfant potelé, il a souvent été malmené par ses camarades d'école.
Il commence sa carrière artistique en tant que batteur dans le groupe de rock Exposure à la fin des années 1970 avant de rejoindre le groupe de punk rock The Bastards from Hell, plus tard rebaptisé Dreamboys, avec lequel il se produit régulièrement à Glasgow entre 1980 et 1982. Ce groupe avait pour chanteur Peter Capaldi, celui-là même qui incita Ferguson à devenir comédien.
En 1983, il épouse Anne Hogarth, sa première femme, avec qui il s'installe à New York. Là-bas, il travaille dans le secteur du bâtiment dans le quartier de Harlem. Il a également été videur de la boîte de nuit Save the Robots pendant quelques semaines. Il avoue en 2006 dans le Late Late Show : « J'abusais de mon pouvoir sur les clients. Je me comportais comme Gollum dans Le Seigneur des anneaux ». Il revient s'installer en Écosse en 1986 à la suite de son premier divorce.
Après une première montée sur les planches désastreuse, il crée un personnage pour, selon lui, « parodier tous les chanteurs du cru qui infectent le moindre rassemblement culturel en Écosse avec leur folk über-patriotique ; le genre de ceux qu'on voit sur les chaînes de télé locales à chaque nouvel an dans l'orgie annuelle de sentimentalité rustique et larmoyante que les Écossais appellent Hogmanay ». Il développe ainsi à Glasgow son personnage de Bing Hitler qui fait ensuite fureur lors du Edinburgh Festival Fringe de 1986. Un enregistrement audio de la représentation qu'il a donné de ce personnage au Tron Theatre de Glasgow a été éditée en vinyle dans les années 1980.
En mars 1990, il fait ses débuts à la télé sur la Granada Television dans le Craig Ferguson Show aux côtés de Paul Whitehouse et Helen Atkinson-Wood. Mais cette émission de divertissement à sketches ne rencontra pas son public et s'arrêta au pilote.
En 1991, il s'essaye à la comédie musicale en incarnant sur scène le personnage de Brad Majors dans le Rocky Horror Show aux côtés d'Anthony Stewart Head dans le rôle du Dr Franck-N-Furter. Il joua la même année dans la pièce The Odd Couple lors du Edinburgh Festival Fringe.
Après son succès au Festival d’Édimbourg, il fait une apparition dans la série Red Dwarf, dans l'émission du nouvel an de la Scottish Television (STV), dans sa propre émission 2000 Not Out, puis en 1993 dans l'épisode spécial Noël de la sitcom de la BBC One Foot in the Grave.
La même année, il présente sur STV une série d'émissions sur l'archéologie en Écosse intitulée Dirt Detective dans laquelle il parcourt le pays pour présenter des sites archéologiques d'importance, comme les ruines néolithiques de Skara Brae ou l'abbaye de Paisley.

### Carrière aux États-Unis
Après l'annulation de son émission The Ferguson Theory en 1994, Craig Ferguson déménage à Los Angeles. Son premier rôle aux États-Unis fut celui du boulanger Logan McDonough dans Maybe This Time, une sitcom de ABC dont les rôles principaux étaient tenus par Betty White et Marie Osmond.
Mais la révélation de ses talents de comédien auprès du public américain n'arrive que lorsqu'il décroche le rôle du patron du personnage principal de la sitcom Le Drew Carey Show, rôle qu'il tient de 1996 à 2003. Pendant sept saisons, il joue ce personnage en lui imprimant un accent anglais bourgeois sur-joué « en réponse à toutes ces générations d'acteurs anglais à l'accent écossais merdique ». Dans son spectacle A Wee Bit O'Revolution en 2008, il cite comme source d'inspiration l'imitation de l'accent écossais offerte par l'acteur canadien James Doohan dans son rôle de Montgomery Scott dans Star Trek. Il n'a fait tomber le quatrième mur qu'une seule fois lors d'un épisode du Drew Carey Show en utilisant son véritable accent. Il a continué à faire des apparitions sporadiques dans les deux dernières saisons de la série après l'avoir quittée en 2003.
Pendant le tournage du Drew Carey Show, Ferguson passait son temps libre entre chaque scène à écrire dans sa loge. Il a écrit et joué dans trois films The Big Tease, Saving Grace et I'll Be There, film qu'il a également réalisé et pour lequel il a reçu le prix du public au festival d'Aspen.
De décembre 2004 à décembre 2014 il présente le late late show. À partir de septembre 2014, Craig ferguson présente le jeu télévisé Celebrity Name Game.
Il est actuellement en tournée pour son one man show dans toute l’Amérique : Hot & Grumpy: Walking The Earth.

### LeLate Late Show
En décembre 2004, Ferguson fut approché pour succéder à Craig Kilborn aux commandes du Late Late Show de CBS. Sa première émission en tant que présentateur à part entière fut diffusée le 3 janvier 2005.
L'audience moyenne de l'émission s'est élevée à 2 millions de téléspectateurs en 2007 pour rivaliser avec les 2,5 millions de téléspectateurs de sa rivale, le Late Night with Conan O'Brien. Au fur et à mesure des émissions, certaines rubriques deviennent récurrentes ; notamment le monologue de début d’émission, sur un thème différent chaque jour, la rubrique des Emails et Tweets mais également la rubrique What did we learn on the show tonight Craig ? En plus des rubriques quotidiennes, l’émission voit apparaître deux nouveaux personnages : Geoff Peterson le robot et le cheval Secretariat. Le 19 décembre 2014, Craig Ferguson présente pour la dernière fois the late late show, quelques mois après avoir annoncé sa décision de quitter le show après 10 ans en tant que présentateur. L’émission continue aujourd'hui avec son nouveau présentateur James Corden.

## Vie privée
Il a deux sœurs et un frère. Sa sœur cadette, Lynn Ferguson Tweddle, est une comédienne et présentatrice à succès. Elle a notamment prêté sa voix à l'une des poules dans la version originale du film d'animation Chicken Run. Elle collabore actuellement à l'écriture du Late Late Show. Il se marie trois fois : Anne Hogarth (1983–86), Sascha Corwin (1998–2004), Megan Wallace-Cunningham (2008–présent) .

## Alcoolisme
Craig Ferguson a été en cure de désintoxication à cause de son alcoolisme à l'âge de 29 ans. Il est sobre depuis le 19 février 1992. Il a fait allusion à son alcoolisme dans plusieurs de ses émissions du Late late show. Il a expliqué que dans la nuit du 24 décembre 1991, il avait l'intention de se suicider, étant dans une souffrance mentale importante à cette époque. Cependant, un ami lui a proposé un verre d'alcool fort au lieu de le laisser partir pour fêter les vacances, il a alors "oublié de se tuer ce jour-là" comme il l'explique dans l'un de ses célèbres monologues.

## Filmographie

### Comme acteur
- 1989 : Dream Baby (TV) : Big Mick
- 1990 : The Craig Ferguson Show (TV) : Various Characters
- 1991 : The Craig Ferguson Story (TV) : Craig
- 1992 : The Bogie Man (TV)
- 1995 : Maybe This Time (en) (série TV) : Logan McDonough
- 1998 : Modern Vampires (TV) : Richard
- 1999 : The Big Tease : Crawford Mackenzie
- 2000 : Saving Grace : Matthew Stewart
- 2000 : One Life Stand : Karaoke Crowd
- 2000 : Born Romantic : Frankie
- 2000 : Chain of Fools : Melander Stevens
- 2001 : Rock & Roll Back to School Special (TV) : Marty's Pimple
- 2002 : Chewing-Gum et Cornemuse (Life Without Dick) : Jared O'Reilly
- 2002 : L'Âme en jeu (Prendimi l'anima) : Fraser
- 2003 : Star de père en fille (I'll Be There) : Paul Kerr
- 2004 : Lenny le chien parlant (en) (Lenny the Wonder Dog) : Dr Wagner
- 2004 : Les Désastreuses aventures des orphelins Baudelaire (Lemony Snicket's A Series of Unfortunate Events) : Person of Indeterminate Gender
- 2005 : Trust Me (en) : Ted Truman
- 2005 : Vampire Bats (TV) : Pêcheur #1
- 2005 : Niagara Motel : Phillie
- 2009 : L'Abominable Vérité (The Ugly Truth) : Lui-même
- 2010 : Kick-Ass : Lui-même
- 2020 : Then came you (en) : Howard

#### Doublage
- 2006 : Souris City, film d'animation de David Bowers et Sam Fell : Additional voix
- 2010 : Dragons (How To Train Your Dragon) de Dean DeBlois et Chris Sanders : Gobber
- 2011 : (Winnie-the-Pooh) : Owl
- 2012 : Rebelle (Brave) de Mark Andrews : le seigneur Macintosh
- 2014 : Dragons 2 (How To Train Your Dragon 2) de Dean DeBlois : Gobber
- 2023 : Il était une fois un studio (Once Upon a Studio) de Dan Abraham et Trent Correy : Maître Hibou

### Comme scénariste
- 1990 : The Craig Ferguson Show (TV)
- 1991 : The Craig Ferguson Story (TV)
- 1999 : The Big Tease (en)
- 2000 : Saving Grace

### Comme producteur
- 1999 : The Big Tease (en)

### Comme animateur
- 2005 : The Late Late Show with Craig Ferguson (émission TV)

### Comme réalisateur
- 2003 : Star de père en fille (I'll Be There)